# Tjilnov
Tjilnov (bulgariska: Чилнов) är ett distrikt i Bulgarien.   Det ligger i kommunen Obsjtina Dve mogili och regionen Ruse, i den centrala delen av landet, 230 km öster om huvudstaden Sofia.
Trakten runt Tjilnov består till största delen av jordbruksmark. Runt Tjilnov är det ganska glesbefolkat, med 36 invånare per kvadratkilometer.